# Gint childsi
Espèce
Gint childsi est une espèce de scorpions de la famille des Buthidae.

## Distribution
Cette espèce est endémique du Kenya. Elle se rencontre dans le comté de Marsabit vers South Horr.

## Description
Le mâle holotype mesure 28,90 mm et la femelle paratype 38,00 mm.

## Étymologie
Cette espèce est nommée en l'honneur d'Anthony Childs.

## Publication originale
- Kovařík, 2018 : « New Scorpion Species from Kenya, Gint childsi sp. n. (Scorpiones: Buthidae). » Euscorpius, no 266, p. 1-9 (texte intégral).